# Santa Sylvina
Santa Sylvina est une ville de la province du Chaco, en Argentine, et le chef-lieu du département de Fray Justo Santa María de Oro. Elle est située à 216 km à l'ouest de Resistencia. Sa population s'élevait à 9 040 habitants en 2001.
Elle porte le nom d'une religieuse, Sylvina Estrada de Acevedo, qui a voué sa vie aux paysans de la région.